# Charles-Pierre Chapsal

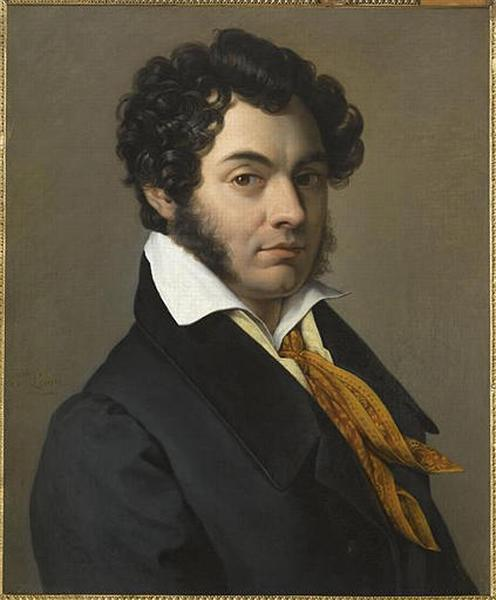
Charles-Pierre Chapsal

Charles-Pierre Chapsal (* 1787 in Paris; † 27. Januar 1858) war ein französischer Grammatiker, Lexikograf und Romanist.

## Leben und Werk
Chapsal war zuerst Mitarbeiter von Charles-Pierre Girault-Duvivier an dessen Grammatik, dann Repetitor, später Lehrer am Gymnasium Louis-le-Grand in Paris.  1823 publizierte er zusammen mit François Noël (1756–1841) die Nouvelle grammaire française, sur un plan très méthodique, avec de nombreux exercices d'orthographe, de syntaxe et de ponctuation, welche in einem beispiellosen Siegeszug  die Grammatik von Charles-François Lhomond ablöste, bis 1905 zahlreiche Auflagen erreichte und, zusammen mit weiteren gemeinsamen Werken,  Chapsal reich machte, vor allem nach dem Tod von Noël, den er um 17 Jahre überlebte. Von 1843 bis 1848 und von 1851 bis 1858 war er Bürgermeister von Joinville-le-Pont, Besitzer des dortigen Schlosses Polangis und Wohltäter der Gemeinde, in der eine Straße seinen Namen trägt.

## Weitere Werke
- Nouveau dictionnaire grammatical, Paris 1808
- Principes d’éloquence de Marmontel, extraits de ses Éléments de littérature, Paris 1809
- Corrigé des Exercices français sur l’orthographe, la syntaxe et la ponctuation (1824)
- (zusammen mit François Noël) Nouveau Dictionnaire de la langue française, Toul 1826, 21. Auflage Paris 1872 (ins Deutsche übersetzt von Heinrich Leng [1795–1835] unter dem Titel Neues französisch-deutsches Wörterbuch, Weimar 1832)
- (zusammen mit François Noël) Leçons anglaises de littérature et de morale sur le plan des leçons françaises et des leçons latines, Paris 1817–1819
- (zusammen mit François Noël) Leçons d’analyse grammaticale, Paris 1827
- (zusammen mit François Noël) Leçons d’analyse logique, Paris 1827
- (zusammen mit François Noël) Nouveau Traité des participes, suivi d’exercices progressifs sur le participe passé (1829)
- (zusammen mit François Noël) Nouveau cours d’études ayant pour objet la connaissance des belles-lettres, de la mythologie, de l’histoire et de la géographie (1830)
- (zusammen mit François Noël) Nouveau Traité des participes, Bruxelles 1836
- (zusammen mit François Noël) Modèles de littérature française, ou Choix de morceaux en prose et en vers tirés des meilleurs écrivains, depuis le XVIe siècle jusqu’à nos jours, et disposés dans l’ordre des dates, avec des notices biographiques et littéraires, et des tableaux synoptiques (1841)
- (zusammen mit François Noël) Exercices français supplémentaires sur toutes les difficultés de la syntaxe, ou Suite aux Exercices français sur l’orthographe, la syntaxe et la ponctuation (1841)
- (zusammen mit François Noël) Syntaxe française, ou Étude méthodique et raisonnée de toutes les difficultés que présente notre langue sous le rapport syntaxique (1842)
- (zusammen mit Ambroise Rendu) Méthode pour faire l’application des principes de la grammaire, au moyen d’exercices construits régulièrement, (1850)